# Divertimentos
Divertimentos is een compositie van Leonardo Balada.
De drie divertimenti zijn stijloefeningen van de Spaanse componist, waarbij hij klanken binnen het strijkorkest verkent. In deel I (primero) is de hoofdlijn weggelegd voor pizzicato en in deel II (segundo) dicht tegen elkaar liggen harmonieën. Deel III (tercero) lijkt nog het meest op het geluid van het “klassieke” strijkorkest, maar dan wel binnen hedendaagse muziek.
Het werk ging in première op het muziekfestival in Torroella de Montgrí op 14 augustus 1991. Rodney Friend gaf toen leiding aan het Strijkorkest van het Royal College of Music.